# Shamanens datter
Shamanens datter er en roman fra 1980 af Nan F. Salerno og Rosamond M. Vanderburgh. Bogen blev oversat til dansk af Arne Herløv Petersen og udgivet i 1982.
Hovedpersonen er Supaya Ceder, en ojibwa fra Ontario i Canada. Hun er datter af shamanen Jules Ceder og er selv en kvinde, der har "drømt" og har fået den Store Bjørn som skytsånd.
Supaya er en stærk personlighed og har nær kontakt til sin skytsånd og tilegner sig efterhånden stor viden om naturmedicin fra de kloge gamle koner i stammen. Hun er også en skønhed og virker tiltrækkende på mænd.
Men hun lever i et spændingsfelt af stærke kræfter, der truer med at ødelægge hende. Hun bliver part i et gammelt mellemværende mellem sin far og en anden shaman. Og hun lever i et reservat, hvor indianerne ikke kan leve på deres egne vilkår, men hele tiden er udsat for et massivt pres fra myndighederne og det omgivende samfund for at give slip på deres egen kultur og helt tilpasse sig de europæiske normer.
Bogens handling strækker sig fra 1897, da den 12-årige Supaya en tidlig morgen går ud i skoven for at faste og får sin vision, til hun i 1967 går sin sidste vandring ud for at vente på døden.